# 皱萼藓
皱萼藓（学名：Ptychanthus striatus）为细鳞藓科皱萼藓属下的一个种。其种加词“striatus”意为“有条纹的”。